# 29P/Schwassmann-Wachmann
29P/Schwassmann-Wachmann (Schwassmann-Wachmann 1) – kometa okresowa, należąca do rodziny komet Jowisza.

## Odkrycie i nazwa
Kometę tę odkryli na kliszach fotograficznych astronomowie Arnold Schwachmann i Arno Arthur Wachmann 15 listopada 1927 roku w obserwatorium w Hamburgu (Niemcy). Miała ona wtedy jasność 13m.
W nazwie znajdują się nazwiska obu odkrywców.

## Orbita komety
Orbita komety 29P/Schwassmann-Wachmann ma kształt niemal okręgu o mimośrodzie 0,04. Jej peryhelium znajduje się w odległości 5,72 j.a., aphelium zaś 6,26 j.a. od Słońca. Okres jej obiegu wokół Słońca wynosi 14,67 lat, nachylenie do ekliptyki to wartość 9,39˚.

## Właściwości fizyczne

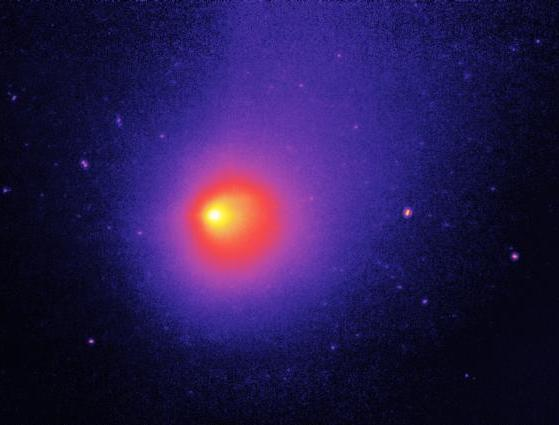
Kometa 29P/Schwassmann Wachmann. Zdjęcie wykonane w zakresie podczerwieni przez Kosmiczny Teleskop Spitzera.

Jądro tej komety ma średnicę ok. 60 km. Ciało to zaliczane jest przez astronomów do grupy tzw. centaurów, które okrążają Słońce między orbitami Jowisza i Saturna i są prawdopodobnie wytrąconymi przez oddziaływania wielkich planet obiektami z pasa Kuipera.